# Groupe d'Ada
Ne pas confondre avec l'École du Palais.
Le groupe d'Ada ou école de la cour de Charlemagne désigne un groupe de manuscrits enluminés carolingiens produit entre 780 et 814 dans l'entourage de l'empereur Charlemagne. Leur style a été défini par l'historien de l'art allemand Wilhelm Koelher.

## Leur style
Le premier manuscrit commandé par Charlemagne encore conservé est l'Évangéliaire de Godescalc, exécuté vers 781-783, mais il semble avoir été réalisé à Worms plutôt qu'à la cour d'Aix-la-Chapelle. La rupture stylistique est assez brutale vis-à-vis de l'enluminure mérovingienne qui le précède. Le groupe d'Ada a lui été entièrement exécuté à Aix-la-Chapelle, au sein de la cour impériale. Les manuscrits se caractérisent par une prédominance des modèles issus de l'enluminure antique, en particulier de manuscrits provenant sans doute de Ravenne. Ils possèdent généralement des portraits d'évangélistes de grandes dimensions, entourés d'un riche cadre architecturé. Une certaine « peur du vide » incite les enlumineurs à charger les bordures des personnages d'abondants ornements.
Cette école disparait rapidement après la mort de Charlemagne en 814. Il faut attendre les fils de Louis Ier le Pieux pour qu'une nouvelle école impériale revoie le jour.

## Les manuscrits
| Titre                                    | Lieu de conservation                                                                                | Date              | Caractéristiques | Exemple de miniature |
| ---------------------------------------- | --------------------------------------------------------------------------------------------------- | ----------------- | --- | -------------------- |
| Évangéliaire d'Ada                       | Trèves, Staatsbibliothek, Cod. 22                                                                   | vers 790 puis 800 | Manuscrit décoré en deux temps avec 4 portraits d'évangélistes et des lettrines ornées                                         |                      |
| Évangéliaire de Saint-Martin-des-Champs  | Paris, Bibliothèque de l'Arsenal, Ms.599                                                            | vers 783-795      | Décoré d'incipits pour 3 des 4 évangiles ainsi que de pages de canons de concordance                                           |                      |
| Psautier de Dagulf                       | Vienne, Bibliothèque nationale autrichienne, Cod.1861                                               | vers 795          | Pages d'initiales dorées sur fond pourpre et lettrines ornées.                                                                 |                      |
| Fragment d'un évangile Cotton            | Londres, British Library, Cotton Claudius B.V, f.134v.                                              | vers 800          | Une miniature d'un manuscrit des évangiles ou d'un évangéliaire abimé dans un incendie (?).                                    |                      |
| Évangéliaire de Saint-Riquier            | Abbeville, Bibliothèque municipale, Ms.4                                                            | vers 794-800      | Entièrement teinté de pourpre avec 4 portraits d'évangélistes et 4 incipits d'évangiles.                                       |                      |
| Évangéliaire de Saint-Médard de Soissons | Paris, Bibliothèque nationale de France, Lat.8850                                                   | vers 800          | Décoré des 4 portraits des évangélistes, 4 incipits des évangiles et les miniatures L'Offrande de l'Agneau, La Fontaine de vie |                      |
| Codex Aureus Harley ou Évangiles Harley  | Londres, British Library, Harley 2788                                                               | vers 800          | 4 portraits d'évangélistes, 4 incipits des évangiles et une page de titre                                                      |                      |
| Évangéliaire de Lorsch                   | Rome, Bibliothèque apostolique vaticane, Pal.Lat.50 et Alba Iulia, Biblioteca Documenta Batthyaneum | vers 810          | 4 portraits d'évangélistes, canons de concordances, pages d'incipit des évangiles et miniature du Christ en majesté            |                      |

En plus de ces manuscrits et de l'évangéliaire de Godescalc, d'autres historiens ont ajouté à cette école l'ancien Psautier d'or de la reine Hildegarde aujourd'hui disparu et les évangiles de Saint-Denis daté de la fin du VIIIe siècle.

## Autres écoles carolingiennes
Au même moment, une autre école de peintures de manuscrit est active à Aix-la-Chapelle : appelée école du palais de Charlemagne, elle est menée par des artistes sans doute d'origine byzantine qui est à l'origine d'un groupe de manuscrits autour de l'évangéliaire du couronnement de Vienne et de trois autres manuscrits enluminés : les évangiles d'Aix-la-Chapelle, les évangiles de Xanten, et les évangiles de la bibliothèque de Brescia (Biblioteca Queriniana (it), Ms. E. II.9).

## Mémoire du monde
En 2023, à l'initiative de la bibliothèque de Trêves et de la BNF, l'UNESCO classe huit manuscrits enluminés de l’école du palais de Charlemagne, soit les sept du groupe d'Ada et l'évangéliaire de Godescalc, au Registre international Mémoire du monde.